# Puccinellia sibirica
Puccinellia sibirica är en gräsart som beskrevs av Holmb. Puccinellia sibirica ingår i släktet saltgrässläktet, och familjen gräs. Inga underarter finns listade i Catalogue of Life.